# Danielle George
Pour les articles homonymes, voir George.
Danielle George, née le 1er avril 1994, est une coureuse cycliste américaine, spécialiste du BMX.
Elle est notamment médaillée de bronze aux mondiaux de BMX juniors en 2012. Elle a également terminé à trois reprises dans les top 10 du classement général de la Coupe du monde de BMX entre 2014 et 2016.

## Palmarès en BMX

### Championnats du monde
- Copenhague 2011
  - 4e du BMX juniors
- Birmingham 2012
  -  Médaillée de bronze du BMX juniors
- Rotterdam 2016
  - 6e du BMX

### Coupe du monde
- 2010 : 40e du classement général
- 2011 : 15e du classement général
- 2012 : 24e du classement général
- 2013 : 11e du classement général
- 2014 : 9e du classement général
- 2015 : 7e du classement général
- 2016 : 8e du classement général
- 2017 : 27e du classement général
- 2018 : 14e du classement général
- 2019 : 26e du classement général

### Championnats des États-Unis
- 2012
  -  Championne des États-Unis de BMX juniors[2]
- 2017
  - 3e du BMX
- 2018
  - 2e du BMX